# Labirintustapló
A labirintustapló (Daedalea quercina) a Fomitopsidaceae családba tartozó, Eurázsiában, Észak-Amerikában és Ausztráliában honos, korhadó tölgyfatörzseken élő, nem ehető gombafaj. 

## Megjelenése
A labirintustapló termőteste félkör alakúan konzolos, sokszor több összenő egymás fölé. Szélessége 4-20 cm, vastagsága általában 2-5 cm, bár néha középtájon jóval vastagabb  is lehet. Felső felszíne kissé domború vagy lapos, száraz, sima, vagy finoman nemezes (többnyire inkább a széle felé); néha kissé zónázott lehet. Színe fiatalon fehéres, később szürkés, barna vagy akár feketés; a többéves példányoknál a fával való kapcsolódás helyén sötétebb).
Alsó termőrétege labirintusszerű, vastag lemezű (1-3 mm), Színe fiatalon fehéres, majd halvány bézsszínű lesz. A termőréteg 1-4 cm vastag. 
Húsa kezdetben fehér, később barnás, nagyon szívós, fás. Kellemes gombaszagú, íze nem jellegzetes. 
Spórapora fehér. Spórája hengeres vagy ellipszis alakú, sima, mérete 5-6 x 2-3,5 µm.

### Hasonló fajok
Termőrétege jellegzetes, esetleg a jóval kisebb és vékonyabb rózsaszínes egyrétűtaplóval, a fakó lemezestaplóvagy vagy a Gloeophyllum-fajokkal lehet összetéveszteni.

## Elterjedése és termőhelye
Eurázsiában, Észak-Amerikában és Ausztráliában honos. Magyarországon elterjedt.
Elpusztult tölgyfák korhadó törzsén él. Egész évben megtalálható.

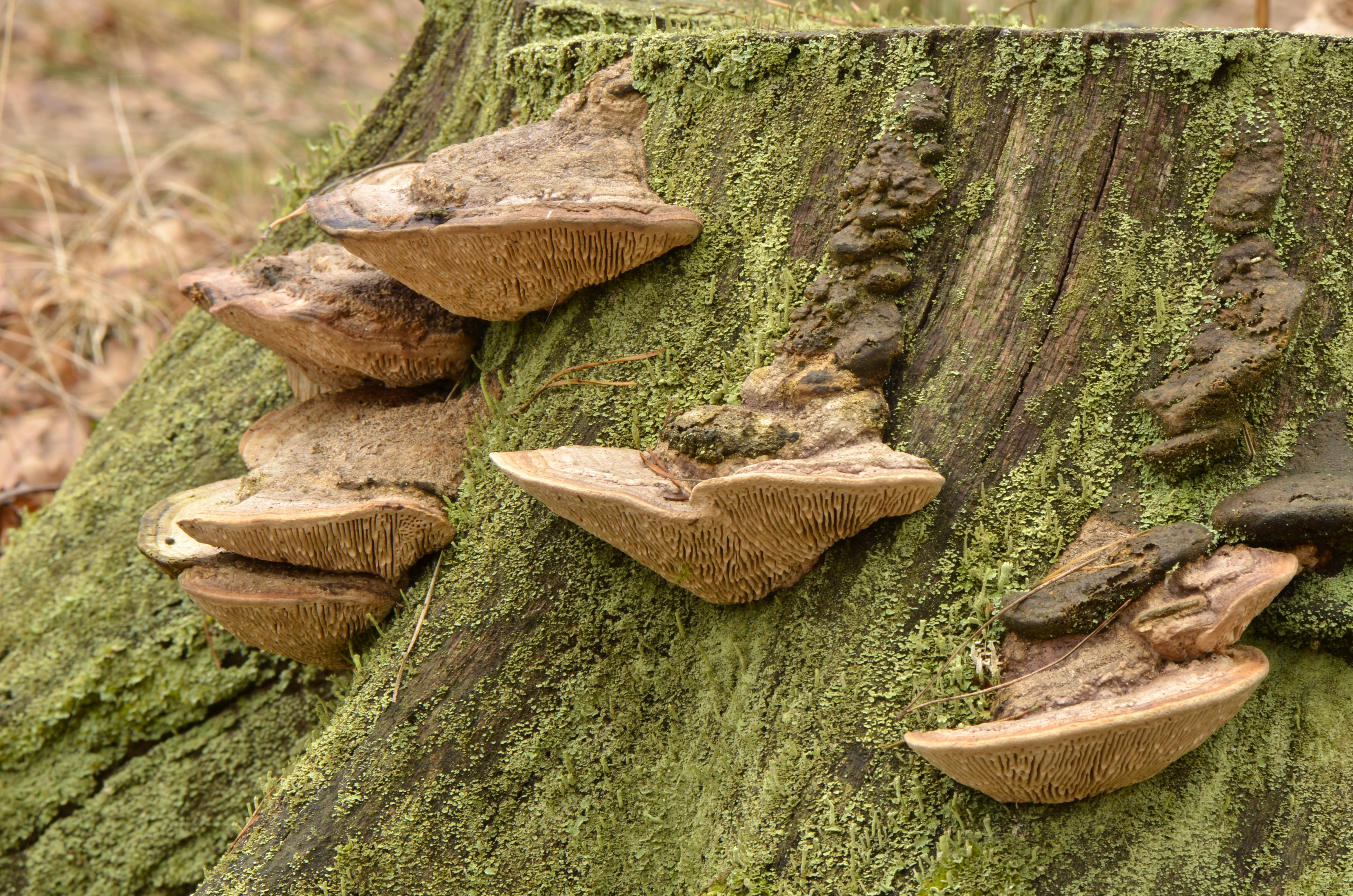
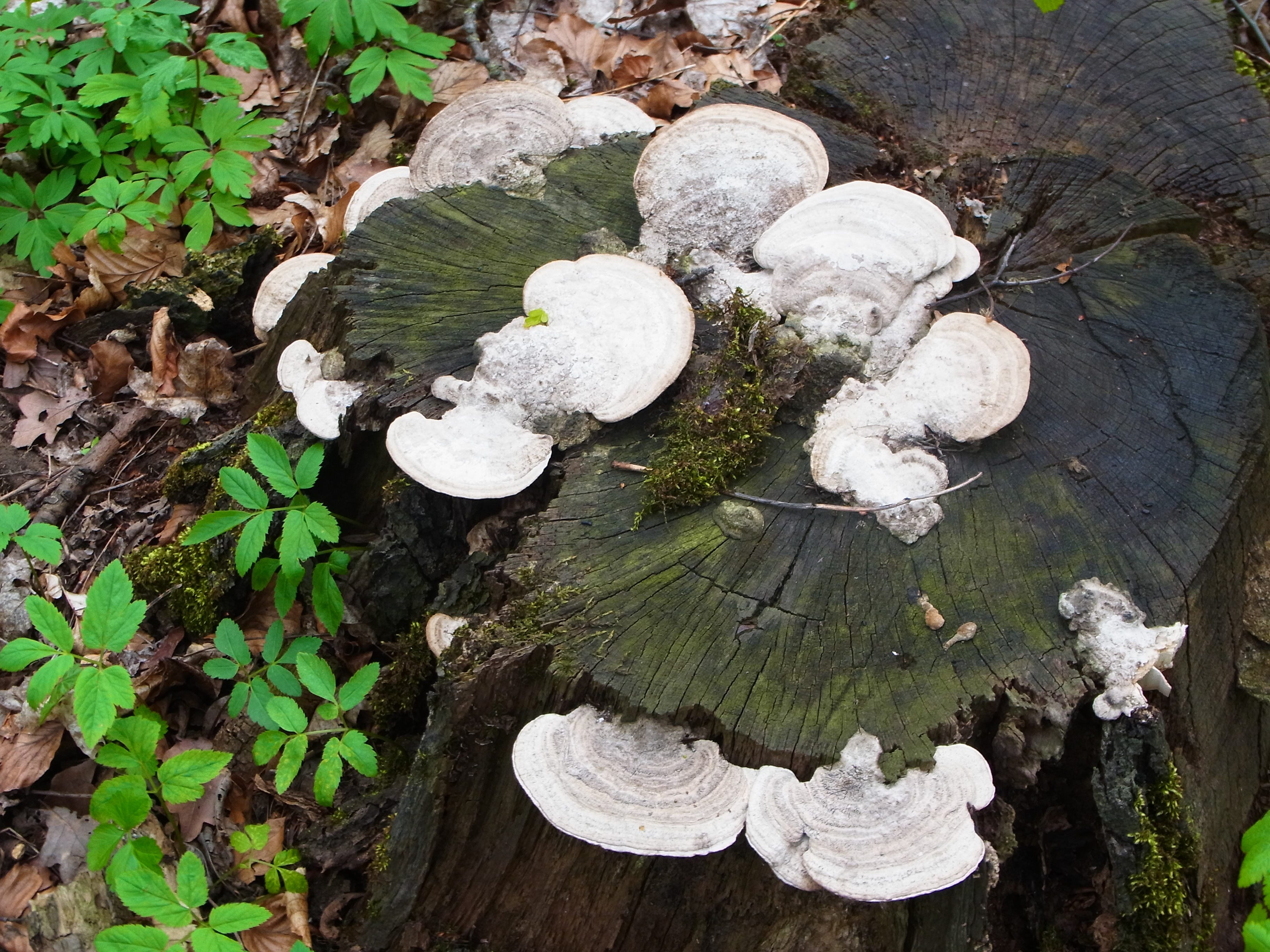
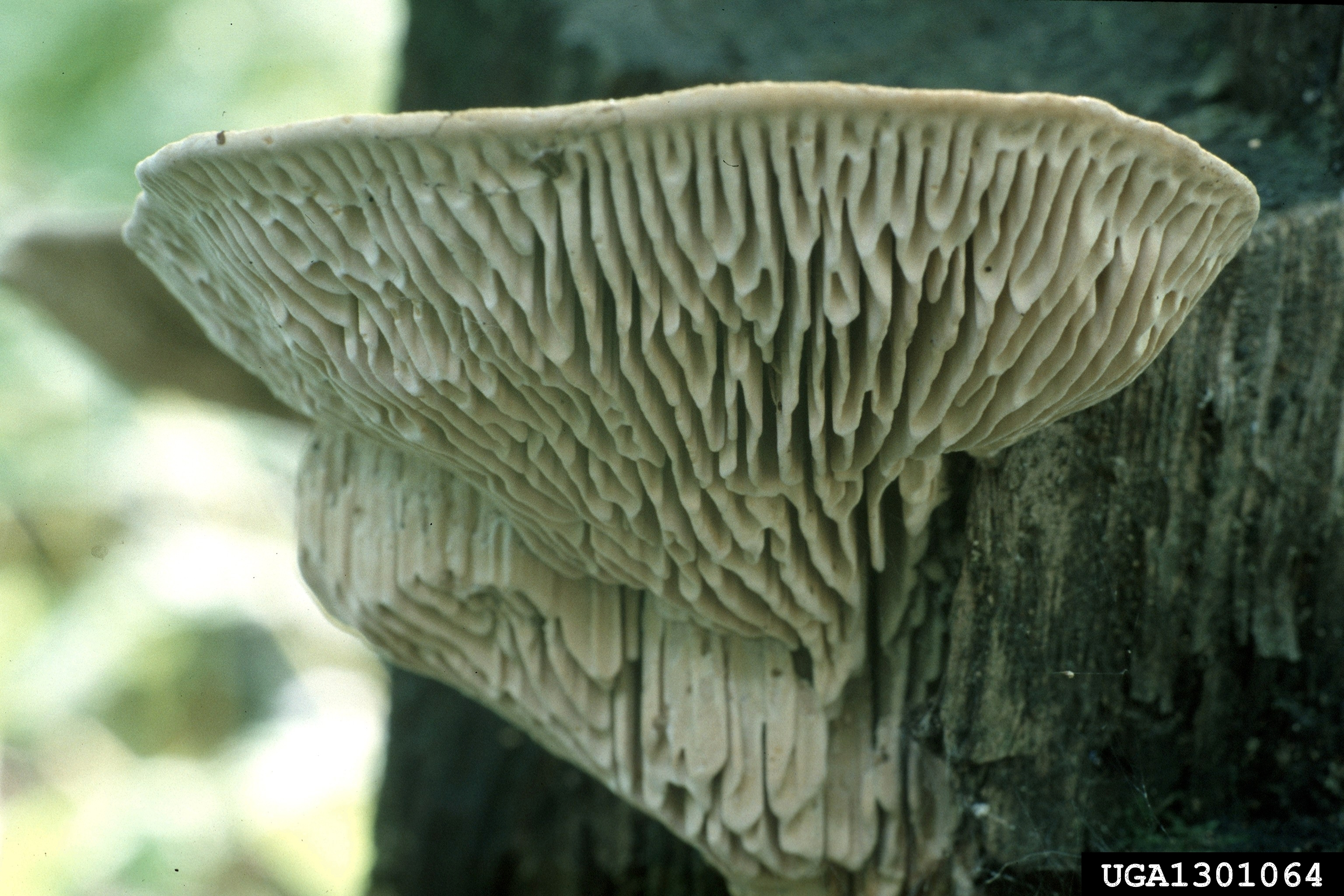
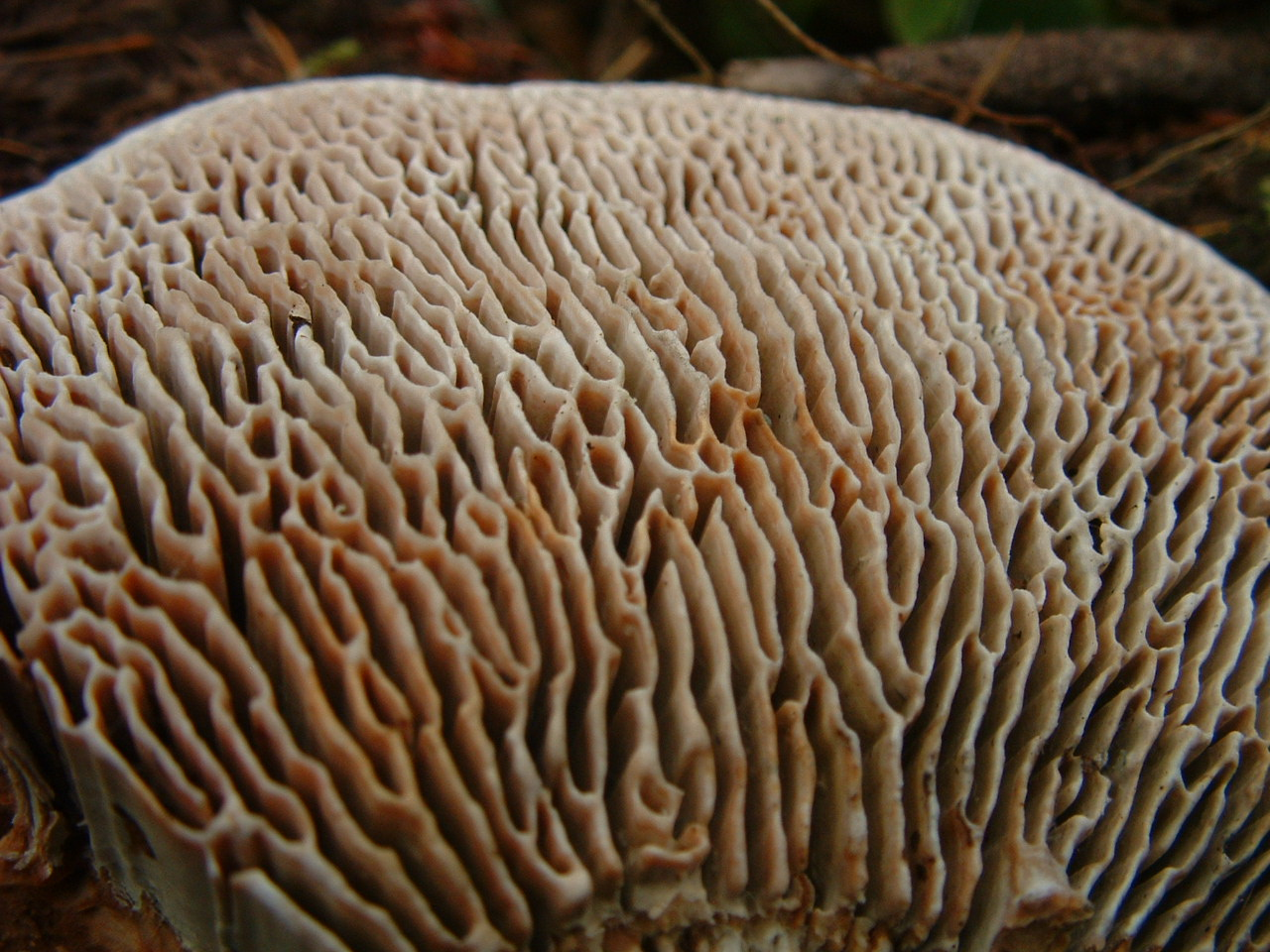
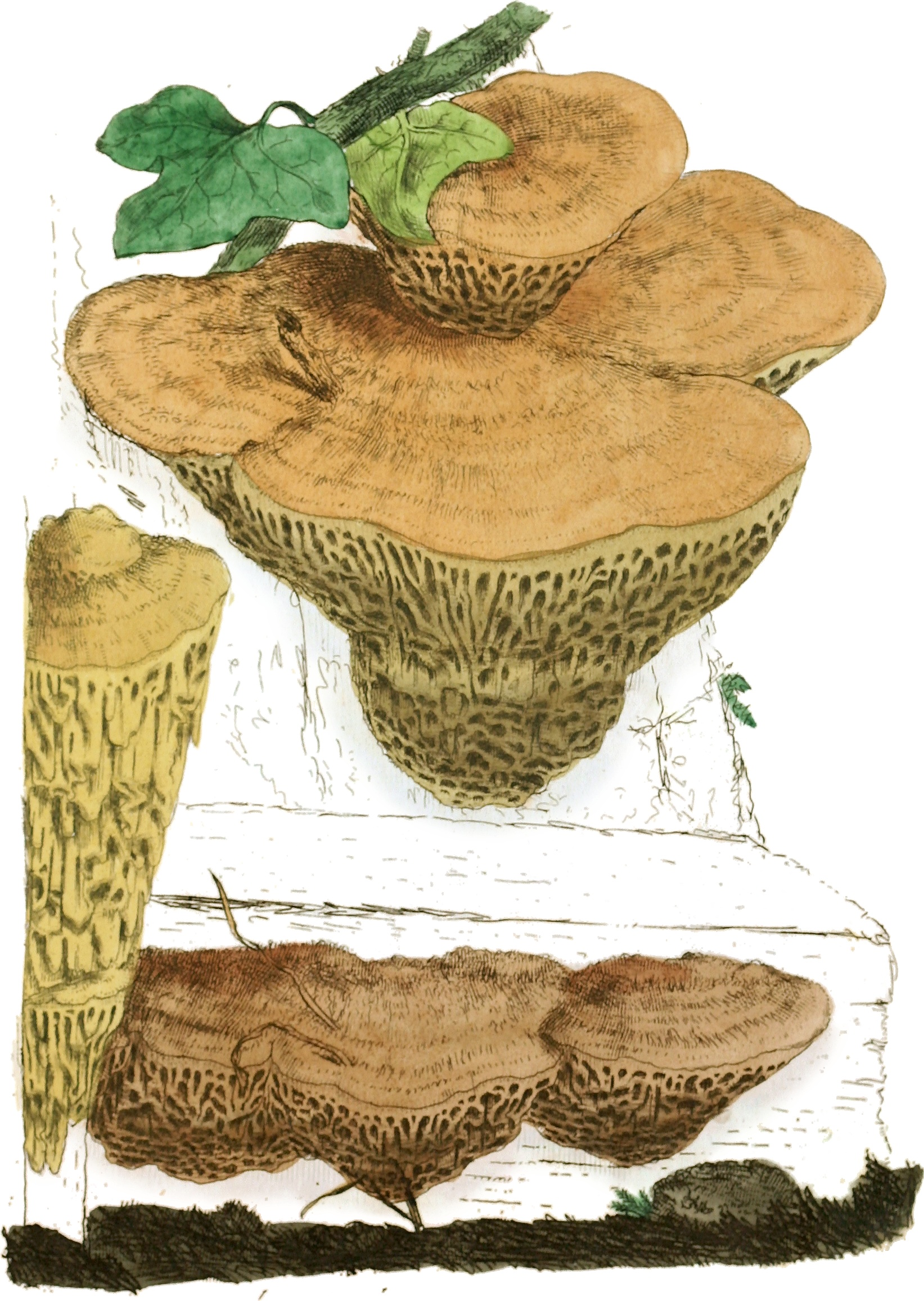

Nem ehető. 